# 경험적 증거
경험적 증거 (經驗的證據) 또는 감각 경험 (感覺經驗)이란, 특히 관찰 및 실험으로 감각을 통해 얻은 지식 또는 그 원천을 일컫는 개념이다. 임마누엘 칸트 이래로, 철학에서는 대개 아 프리오리 지식과 대비되는 개념으로서 '아 포스테리오리 지식'이라고 일컫는다.

## 같이 보기
- 사례 증거
- 경험적 분포 함수
- 실험식
- 경험적 측정
- 경험적 연구 (과학적 사용법에 대한 자세한 정보)
- 체험 지식
- 현상학
- 과학적 증거
- 과학적 방법
- 이론